# Wilson Lake (Kansas)
Der Wilson Lake (auch Wilson Reservoir genannt) im US-Bundesstaat Kansas ist ein Stausee mit einer Fläche von 36,58 km². 

## Lage
Der Wilson Dam (⊙) befindet sich im Russell County und Lincoln County am Saline River und wurde 1964 zwecks Hochwasserschutz vom Kansas Bureau of Reclamation zum Bau genehmigt. Das Einzugsgebiet des Stausees beträgt 4965 km². Die Speicherkapazität bei Vollstau beträgt 299 Millionen m³.

## Sonstiges
Im Umfeld des Stausees befinden sich fünf Naherholungsgebiete bzw. Parks. Dies sind: Lucas, Minooka, Sylvan Parks, Wilson State Park und Otoe State Park. 
Der See ist bei vielen Anglern beliebt wegen der hohen Anzahl und für die Region zum Teil einzigartigen Fischarten beliebt. Dazu gehören die Bluegills-Sonnenbarsche, die getüpfelten Gabelwelse, die White Crappies (Barschart), die Flathead Catfish (Katzenwelsart), die Forellenbarsche, die Schwarzbarsche, die gepunkteten Barsche (Spotted Bass), die Streifenbarsche, die amerikanischen Zander (Walleye) sowie die Weißbarsche.